# Antivermins
Antivermins es un malware de tipo programa espía, que se instala sin consentimiento del usuario en su computador y registro, haciéndose pasar por un programa antiespía.
Una vez que se instala, éste empieza a enviar mensajes para infundir temor en el usuario y para que compre la versión completa.

## Entradas del registro y archivos de recuperación
Cuando el programa se instala, crea las siguientes claves de registro:
```
HKEY_CLASSES_ROOT\clsid\{663de629-4ffd-a944-6f0a-64f98e925b62}
HKEY_CLASSES_ROOT\interface\{eac1accd-7790-4991-a9d2-550806d6d9c3}
HKEY_CLASSES_ROOT\interface\{ef2aa606-b72e-4a1b-b076-8b148661f3b7}
HKEY_LOCAL_MACHINE\software\antivermins
HKEY_LOCAL_MACHINE\software\microsoft\windows\currentversion\app paths\antivermins.exe
HKEY_LOCAL_MACHINE\software\microsoft\windows\currentversion\uninstall\antivermins
HKEY_LOCAL_MACHINE\software\microsoft\windows\currentversion\run\antivermins
```

Los archivos que crea son los siguientes:
- antivermins.exe
- msvcr71.dll
- msvcp71.dll
- antivermins.url

Aunque constantemente el programa cambia los valores del registro para que sea más difícil su detección y posterior eliminación.

## Características
- Escaneo rápido
- Falsos Positivos
- Falsas alertas de fallos críticos del sistema

## Eliminación

### Herramientas necesarias
Para eliminarlo se necesitan las siguientes herramientas:
- HijackThis
- Alguna herramienta antiespía, como Spy Sweeper, Ad-Aware, Spybot - Search & Destroy, etc.
- SmitFraudFix

### Pasos de eliminación
1. Apagar Restaurar Sistema (solo Windows XP y Windows ME).
2. Reiniciar en modo a prueba de fallos.
3. Con todos los programas cerrados ejecutar HijackThis y aplicar "FIX Cheked" a las siguientes entradas (si existen):
  1. O2 - BHO: (no name) - {1a1ddc19-5893-43ab-a73f-f41a0f34d115} - C:\Archivos de programa\Video ActiveX Object\isaddon.dll (file missing)
  2. O3 - Toolbar: Protection Bar - {5d4831e0-5a7c-4a46-afd5-a79ab8ce36c2} - C:\Archivos de programa\Video ActiveX Object\iesplugin.dll (file missing)
  3. O4 - HKLM\..\Run: [AntiVermins] C:\Program Files\AntiVermins\AntiVermins.exe /h
  4. O4 - HKLM\..\Run: [AntiVerminser] C:\Program Files\AntiVerminser\AntiVerminser.exe /h
  5. O21 - SSODL: hubbsi - {7b1eeccd-0a6d-4ad5-8ac1-4af5722b3885} - C:\WINDOWS\system32\kuhmk.dll
  6. O21 - SSODL: buprestidae - {b59f3ba4-98da-4b5f-8a2d-7b56fb11140b} - C:\WINDOWS\system32\cthkpcv.dll
  7. O21 - SSODL: beeper - {951a98d0-dad6-4a77-8280-a494279a884b} - C:\WINDOWS\system32\vwfps.dll
4. Ejecutar la herramienta SmitFraudFix.
5. Hacer un escaneo completo con alguna utilidad Antispyware.

- Datos: Q4774505